# 民主社会主义党 (捷克)
民主社会主义党（捷克語：Strana demokratického socialismu）是捷克的一个已不存在的左翼政党。该党成立于1997年6月，由民主左翼党和“左翼集团”合并而成，当时取名为左翼集团—民主左翼党；同年12月，改名为民主社会主义党。2020年2月18日，该党与“真正左翼”合并为左翼党。它的意识形态是民主社会主义、反资本主义、女权主义。它的领导人是Milan Neubert。总部位于布拉格。它是欧洲左翼党的成员。